# 주퇴복좌기

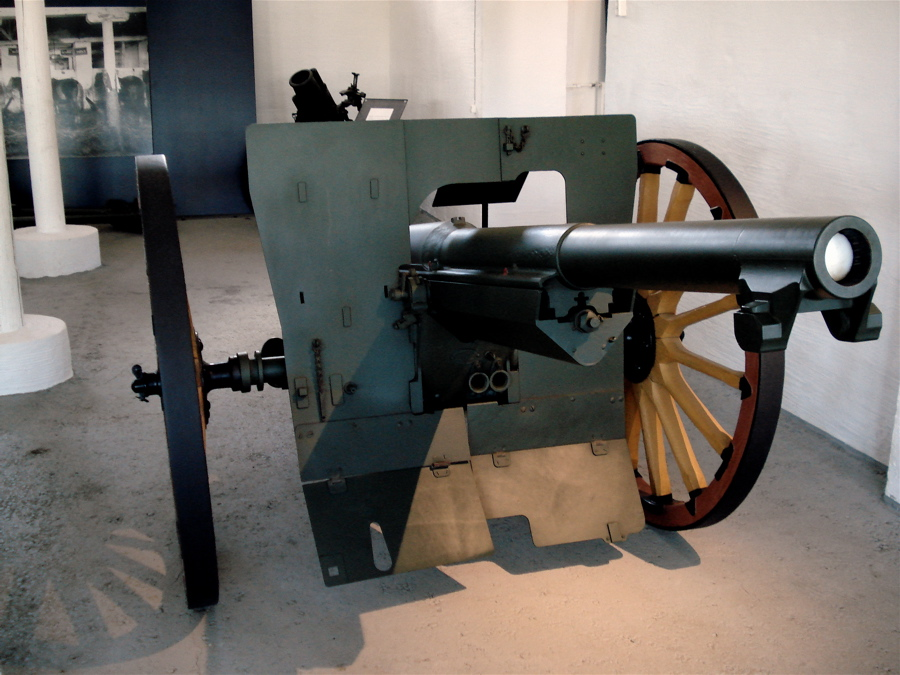
M1897 75mm 야포. 주퇴기의 앞부분을 확인할 수 있다.

주퇴복좌기(駐退復座機, recoil buffer)는 주퇴기(駐退機)와 복좌기(復座機)를 함께 이르는 것이다. 주퇴기란 대포를 발사했을 때 포신만 후퇴시킴으로써 반동을 경감시키는 장치이고, 복좌기란 후퇴한 포신을 제자리로 돌려놓는 장치이다.

## 같이 보기
- 분류:화기 부품